# Cyrtotria latipennis
Cyrtotria latipennis är en kackerlacksart som först beskrevs av Kirby, W. F. 1903.  Cyrtotria latipennis ingår i släktet Cyrtotria och familjen jättekackerlackor. Inga underarter finns listade i Catalogue of Life.